# Зальцланд (район)
Зальцланд (нім. Salzlandkreis) — район у Німеччині, у складі федеральної землі Саксонія-Ангальт. Адміністративний центр — місто Бернбург.

## Населення
Населення району становить 185 495 осіб (станом на 31 грудня 2021).

## Адміністративний поділ
Район складається з 13 міст і 8 громад (нім. Gemeinden), 10 з яких об'єднані в 2 об'єднання громад (нім. Verbandsgemeinden).
Дані про населення наведені станом на 31 грудня 2021.
| Самостійні міста: - Ашерслебен (26328) - Барбі (8173) - Бернбург (32000) - Геклінген (6827) - Зеланд (7681) - Кальбе (8179) - Кеннерн (8109) - Нінбург (6053) - Шенебек (30067) - Штасфурт (24265) | Самостійна громада: - Берделанд (7499) |

Об'єднання громад:

Зірочками (*) позначені центри об'єднань громад.
| - 1. Егельнер-Мульде 1. Бердеауе (1791) 2. Берде-Гакель (3045) 3. Борне (1162) 4. Вольмірслебен (1328) 5. Егельн (місто) * (3176) | - 2. Заале-Віппер 1. Альслебен (місто) (2545) 2. Гірслебен (959) 3. Гюстен (місто) * (4023) 4. Ільберштедт (1025) 5. Плецкау (1260) |